# Festival de Eurovisión de Jóvenes Bailarines 2011
La XII edición del Festival de Eurovisión de Jóvenes Bailarines se celebró en la Casa de la Danza de Oslo (Noruega) el 24 de junio de 2011.
El evento está dirigido a bailarines jóvenes de entre 15 y 21, que compiten con bailes modernos, ya sea individualmente o en pareja, siempre y cuando no se dediquen profesionalmente al baile.

## Jurado
El jurado de esta edición, está compuesto por:
- Michael Nunn y William Trevitt
- Fredrik Rydman
- Ilze Liepa

## Países participantes
| N.º | País y TV        | Participante          | Resultado |
| --- | ---------------- | --------------------- | --------- |
| 01  | Suecia SVT       | Louise Lind           | Eliminado |
| 02  | Croacia HRT      | Grigor Bazdar         | Eliminado |
| 03  | Alemania WDR     | Joy Kammin            | Eliminado |
| 04  | Noruega NRK      | Daniel Modou Sarr     | Finalista |
| 05  | Kosovo RTK       | Tringa Hysa           | Eliminado |
| 06  | Países Bajos NPS | Floor Eimers          | Eliminado |
| 07  | Polonia TVP      | Adam Myslinski        | Eliminado |
| 08  | Eslovenia RTVSLO | Petra Zupančić        | Finalista |
| 09  | Portugal RTP     | Ricardo Macedo        | Eliminado |
| 10  | Grecia ERT       | Spiridoula Magouritsa | Eliminado |

## Duelo de Finalistas
| País y TV        | Participante      | Resultado  |
| ---------------- | ----------------- | ---------- |
| Noruega NRK      | Daniel Modou Sarr | Ganador    |
| Eslovenia RTVSLO | Petra Zupančić    | Subcampeón |

## Predecesor y sucesor
| Predecesor: Varsovia 2005 | Festival de Eurovisión de Jóvenes Bailarines Oslo 2011 | Sucesor: Gdansk 2013 |